# Atriplex campestris
Atriplex campestris är en amarantväxtart som beskrevs av Wilhelm Daniel Joseph Koch och Johann Baptist Ziz. Atriplex campestris ingår i släktet fetmållor, och familjen amarantväxter. Inga underarter finns listade i Catalogue of Life.